# Kern's

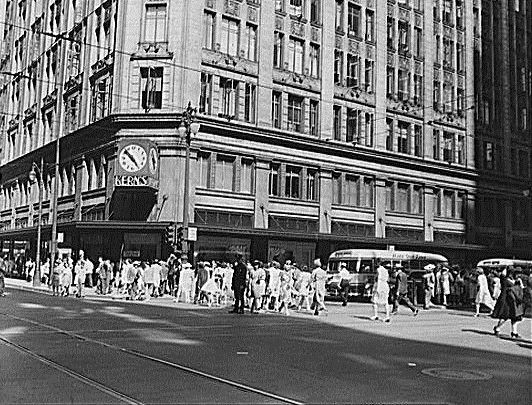
Kern-warenhuis (1942)

Kern's, ook wel bekend als The Ernst Kern Dry Good Company, was een Amerikaans warenhuis. 

## Geschiedenis
Het bedrijf werd in 1883 opgericht in Detroit door de in Duitsland geboren Ernst Kern.  In 1886 brandde de oorspronkelijke winkel af, waarna deze werd herbouwd op de hoek van Randolph Street en Monroe Street. In 1900 kocht het bedrijf een gebouw van vijf verdiepingen op de hoek van Woodward Avenue en Gratiot Street aan om ruimte te bieden aan de groeiende vraag.
Toen Kern in 1901 overleed, namen zijn zonen Ernst C. en Otto de winkel over. Na de Eerste Wereldoorlog was er opnieuw behoefte aan uitbreiding en kocht het warenhuis de aangrenzende negen verdiepingen tellende Weber Building aan. In 1929 werden de oude gebouwen gesloopt en verrees er een nieuwe winkel aan Woodward Avenue 1048. Het pand was 49,3 meter hoog en telde tien verdiepingen. 
In 1957 besloot de familie om het warenhuis, op dat moment het op twee na grootste van Detroit, te verkopen aan Sattler's Inc. uit Buffalo (New York). Na talloze problemen binnen het bedrijf en veranderingen in het management sloot de winkel op 23 december 1959 voor de laatste keer zijn deuren.
De winkel werd in de jaren zestig gesloopt, als onderdeel van de stadsvernieuwing van het centrum van Detroit. Het terrein bleef een onbebouwd park tot 1999. Dat jaar werd begonnen met het Campus Martius Park-project. Op de voormalige locatie van Kern is thans het hoofdkantoor van Compuware gevestigd. Op de plek waar vroeger het naburige warenhuis Crowley's Department Store gevestigd was, bevindt zich thans de parkeergarage van Compuware.

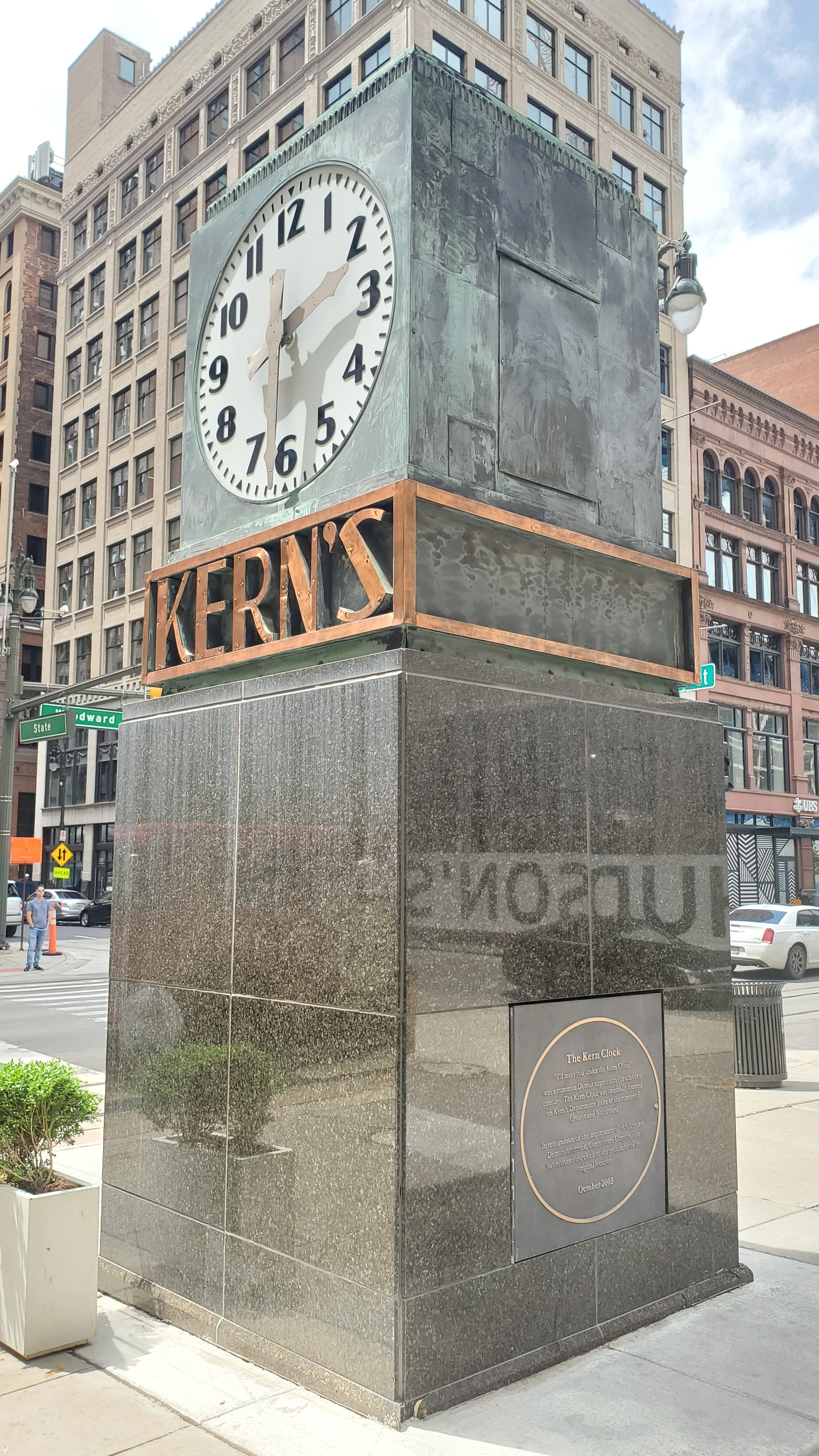
Kern's klok (2022)

De klok die de hoofdingang sierde, was al lange tijd een ontmoetingsplek voor inwoners van Detroit. De zin "Ik zie je onder de klok bij Kern's" was bij veel inwoners gekend. Toen het gebouw werd afgebroken, werd de klok opgeslagen in een depot. Eind jaren zeventig werd deze opnieuw op de oorspronkelijke locatie geplaatst. Later werd de klok opnieuw verwijderd en gerestaureerd. Op locatie van de klok verrees ondertussen het Compuware-gebouw. In 2008 werd de klok opnieuw geplaatst, ditmaal op de hoek van Woodward Avenue en Gratiot Avenue.